# دومین یاکوب
دومین یاکوب (هلندی: Domien Jacob; ۸ ژوئن ۱۸۹۷ – ۵ نوامبر ۱۹۸۴) ژیمناست هنری اهل بلژیک بود.